# Chilltime
A Chilltime é uma empresa de jogos localizada no Tagus Park, em Oeiras, Lisboa, que se foca em desenvolver jogos de Estratégia em tempo real.

## História
A Chilltime foi fundada por Daniel Vila Boa em 2007. Antes disso, em 2004, começou por ser uma Rede Social para jovens portugueses.
Este projecto cresceu ao ponto de captar a atenção da Edimpresa. Em 2007, a Edimpresa era uma parceria entre a Edipresse, uma empresa de publicações suíça, e o Grupo empresarial de meios de comunicação social Impresa. A Edimpresa adquiriu 51% da empresa em Outubro de 2007 por menos de um milhão de euros.
Em 2008, a Netjovens.pt mudou para Chilltime.com de forma a que a sua Rede Social se tornasse internacional. Neste período, a Impresa comprou os restantes 50% à Edimpresa.
Em 2009, o fundador da empresa comprou de volta os 51% detidos pela Impresa por um valor não-divulgado, alegando que não fazia sentido manter a participação no portfólio da empresa dado a implementação de Redes Sociais estrangeiras em Portugal.
A este ponto, a Chilltime substituiu a sua Rede Social pelo site actual da empresa. Nesse mesmo ano, lançou World War Online, um estratégia online.
Em Setembro de 2016, a Chilltime participou no Road 2 Web Summit, onde foi uma das 66 Startups selecionadas a representar Portugal no Web Summit, uma conferência de tecnologias realizada anualmente desde 2009.